# Пренчово
Пренчово (грч. Αμισιανά, Амисијана) је насељено место у  општине Кушница у периферији Источна Македонија и Тракија, Грчка. Према попису из 2021. године било је 953 становника.
Према бугарском географу и историчару, Василу Канчову, у Пренчову је 1900. године живело 250 Словена муслимана и 250 Турака. Године 1924. муслиманско становништво је принудно исељено у Турску а на њихово место су насељене грчке избегличке породице, којих је на попису из 1928. године било 509.